# Montejo de la Vega de la Serrezuela
Montejo de la Vega de la Serrezuela település Spanyolországban, Segovia tartományban. Montejo de la Vega de la Serrezuela Milagros, Fuentelcésped, Santa Cruz de la Salceda, Maderuelo, Valdevacas de Montejo, Villaverde de Montejo és Pardilla községekkel határos. Lakosainak száma 124 fő (2024).

## Népesség
A település népessége az elmúlt években az alábbi módon változott:
| Lakosok száma | 185  | 188  | 171  | 170  | 154  | 151  | 151  | 146  | 138  | 124  |
|               | 2001 | 2004 | 2007 | 2009 | 2012 | 2014 | 2017 | 2019 | 2022 | 2024 |